# Amorpha confusa
Amorpha confusa là một loài thực vật có hoa trong họ Đậu. Loài này được (Wilbur) S.C.K. Straub, Sorrie & Weakley mô tả khoa học đầu tiên năm 2009.